# Aeroporto di Eindhoven

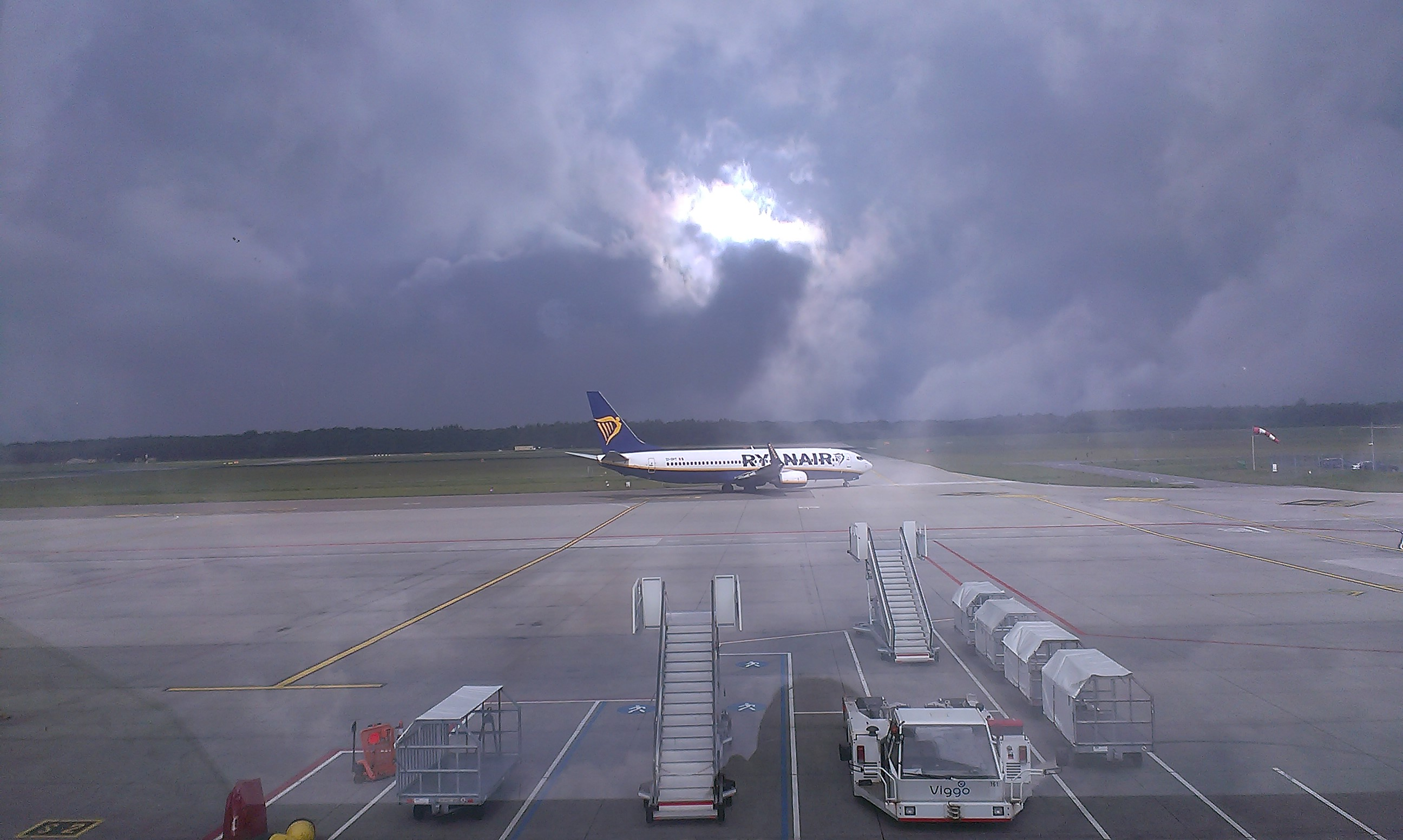
Pista di rullaggio dell'aeroporto di Eindhoven vista dalla terrazza panoramica del terminal

L'aeroporto di Eindhoven (IATA: EIN, ICAO: EHEH) è un aeroporto dei Paesi Bassi situato a 7,5 km a ovest della città di Eindhoven, nella provincia del Brabante Settentrionale, è il secondo aeroporto olandese per traffico passeggeri e dista 120 km circa da Amsterdam.

## Incidenti
- Il 15 luglio 1996 avvenne l'Herculesramp, "il disastro dell'Hercules": alle 18:02 (ora locale) un Lockheed C-130 Hercules della Componente aerea dell'armata belga si schiantò in fase di atterraggio.